# Kelavathi, Hassan
Kelavathi là một làng thuộc tehsil Hassan, huyện Hassan, bang Karnataka, Ấn Độ.